# Väinö Kokkinen
Väinö Kokkinen (n. 25 noiembrie 1899, Hollola, Marele Principat al Finlandei, Imperiul Rus – d. 27 august 1967, Kouvola, Kymen lääni⁠(d), Finlanda) a fost un luptător ce a reprezentat Finlanda, medaliat olimpic. A participat la 3 ediții ale Jocurilor Olimpice (1928, 1932, 1936) în care a câștigat o medalie de aur.